# Lidija Ruslanova
Lidija Andrejevna Ruslanova (erzjanski i ruski: Лидия Андреевна) (Černavka, 27. listopada 1900. – Moskva, 21. rujna 1973.) bila je ruska narodna izvođačica. Erzjanskog je etniciteta.

## Djetinjstvo i mladost
Rođena je 27. listopada 1900. u selu Černavka u seljačkoj obitelji. Do pete godine oba roditelja su joj umrla; otac u rusko-japanskom ratu, a majka ubrzo nakon toga. Kao siroče veći dio svog djetinjstva provela je u sirotištu. Počela je pjevati kada se pridružila lokalnom dječjem župnim zboru i ubrzo je postala solistica.
Ujak ju je pozvao da radi u tvornici namještaja. Jedan od vlasnika tvornice čuo je kako pjeva dok je radila i preporučio joj da ode na konzervatorij u Saratov. Međutim, nije uživala u akademskom studiranju. Tijekom Prvog svjetskog rata, radila je u bolničkom vlaku i tijekom ovog razdoblja upoznala je Vitalija Stepanova, s kojim je imala dijete, rođeno u svibnju 1917. Napustio ju je poslije godinu dana zbog neurednog načina života. Potom se udala za drugog muškarca koji je kasnije umro u Ruskom građanskom ratu, od koga je uzela svoje prezime.

## Karijera
Svoj prvi koncert imala je sa 16 godina pred vojnom publikom, gdje je otpjevala sve što je znala. Prvi je put počela pjevati za ruske vojnike tijekom Ruskog građanskog rata, a debitirala je kao profesionalna pjevačica u Rostov na Donu 1923. Bila je poznata po svom pjevačkom glasu i timbru, koji je oživljavao stare tradicije u kojima će nastupiti solisti u svečanim prilikama. Do 1929. živjela je sa službenikom iz Čeke, a zatim se ponovo udala, ovaj put za Vladimira Krjukova.
Tijekom 1930-ih, postala je izuzetno popularna. Postala je umjetnica državnog udruženja glazbenih, scenskih i cirkuskih poduzeća 1933., a nastupala je širom Rusije tijekom ostatka desetljeća. Kada je izbio Drugi svjetski rat, neprekidno je obilazila jedan po jedan front, kako bi povećala hrabrost vojnika svojim domoljubnim pjesmama. Njene značajne pjesme bile su Valenka i Kaćuša, napisane posebno za nju. Tijekom Bitke za Berlin, nastupila je na pragu Reichstaga.
Ruslanova je postala jedna od najbogatijih žena Sovjetske Rusije i tako je financirala izgradnju dvije Kaćuše, koje je ona predstavila Crvenoj armiji 1942. Iste godine postala je umjetnica Ruske Sovjetske Federativne Socijalističke Republike. Njeni grubi maniri i jezik apelirali su na vojnike da je smatraju kao potencijalnu prijetnju sovjetskim vlastima. Godine 1948., zbog povezanosti s maršalom Georgijem Žukovom (koji je vodio Crvenu armiju do poraza Nacističke Njemačke tijekom Drugog svjetskog rata, i koji je postao snažan politički protivnik Josifa Staljina u poslijeratnim godinama) suprug Ruslanove, heroj Sovjetskog Saveza, general-potpukovnik Vladimir Krjukov je uhapšen, a Ruslanova dvije godine kasnije. Bila je prisiljena potpisati izjavu da je njen suprug kriv za izdaju, ali je dobila kaznu na deset godina rada u logoru.
U gulagu, u koji je bila upućena, postala je zvijezda koja je podjednako zadobila i logoraše i upravu. Zbog toga je preseljena u zatvorsku ćeliju u vladimirski centar. Nakon Staljinove smrti, puštena je 4. kolovoza 1953.; bila je mršava, posijedila i imala je poteškoće s hodanjem. Međutim, vratila se pjevanju vrlo brzo. Njeno vrijeme provedeno u zatvoru bilo je nepoznato u tisku sve do idućeg desetljeća. Iako su je nagrade i titule zaobišle, Ruslanova je predsjedavala prvim svjetskim festivalom sovjetskih pjesama. Pjevanjem se bavila sve do svoje smrti 21. rujna 1973. u 72. godini života.

## Diskografija
- Поёт Лидия Русланова (1996.)[12]
- Царица Русской песни (2000.)[13]
- Русские народные песни (2002.)[14]
- Имена на все времена (2007.)[15]

## Vanjske poveznice
- РУСЛА́НОВА  Arhivirana inačica izvorne stranice od 4. travnja 2021. (Wayback Machine), Velika ruska enciklopedija